# قاپوچی محله
قاپوچی محله (به لاتین: Qapıçıməhəllə) یک منطقه مسکونی در جمهوری آذربایجان است که در شهرستان آستارا واقع شده است. قاپوچی محله ۵۹۸ نفر جمعیت دارد.
این روستا زمانی یکی از دروازه های گمرک شهر آستارا پس از جنگ‌های روسیه تزاری  و  ایران (۱۸۱۳) بوده است.